# 健康及安全局
健康及安全局（英語：Health and Safety Executive）是英国一個非政府部門公共機構，负责监管和执行職業安全健康等工作，并负责研究英国的职业风险。总部位于英国布特尔。 